# Les Gaîtés de l'escadrille
Pour plus de détails, voir Fiche technique et Distribution.
Les Gaîtés de l'escadrille est un film français réalisé par Georges Péclet, sorti en 1958.

## Fiche technique
- Titre : Les Gaîtés de l'escadrille
- Réalisation : Georges Péclet
- Scénario : Léopold Massiéra, Georges Péclet et Jeanne Saintenoy
- Photographie : René Colas
- Montage : Yvonne Frouin
- Musique : Jean Yatove
- Son : Jean-René Lecocq
- Société de production : Société générale de gestion cinématographique (S.G.G.C.)
- Pays de production :  France
- Genre : Comédie
- Durée : 85 minutes (1 h 25)
- Date de sortie : 
  - France : 28 mai 1958

## Distribution
- Eddy Rasimi : Onésime Labarbe
- Raymond Bussières : M. Tignasse
- Annette Poivre : Mme Tignasse
- André Gabriello	: le professeur Minute
- Éliane Thibault : Pulchérie
- Dominique Page : l'esthéticienne
- Pauline Carton : la bonne du dentiste
- Jean Tissier : le dentiste
- Andrée Debar
- Robert Vidalin
- Sim
- René Roussel